# Werkprinzip
Werkprinzip és un mot alemany, encunyat cap al 1930, en relació al moviment de renovació de l'orgueneria (orgelbewegung) de l'Europa dels anys 20 del segle xx, que descriu una certa forma de distribució dels cossos que integren un orgue. En els orgues construïts segons el werkprinzip, cada cos de l'orgue, això és, cada teclat amb el seu salmer, és una estructura separada de la dels altres cossos. Quasi tots els orgues construïts abans de 1700 seguien aquest principi, que es tornà a posar en valor a partir de l'orgelbewegung de la primera meitat del segle xx.